# 강남초등학교
강남초등학교는 대한민국 울산광역시 남구에 있는 초등학교이다.

## 학교 연혁
- 1943. 07. 24 태화국민학교 달동분교장 인가
- 1947. 09. 01 강남국민학교 개교
- 1971. 12. 17 도지정 시지구 체육과 시범학교
- 1973. 11. 30 문교부 지정 반공 도덕 연구학교 발표(72-73년 2년간)
- 1981. 11. 10 시지정 산수과 연구학교
- 1986. 12. 31 경상남도 국민정신교육 우수학교
- 1988. 12. 31 경상남도선정 음악과 우수학교
- 1989. 09. 30 교실 15실 증축 및 서관 6교실 철거
- 1990. 11. 07 교실 12실 증축, 학생 화장실 2동 증축
- 1991. 12. 31 경상남도지정 미술과 우수학교
- 1993. 10. 30 시지정 전인교육(꿈을 심는 교육) 시범학교
- 1994. 03. 01 동평국민학교 학구 분리, 학교급식 실시
- 1994. 10. 28 경상남도지정 전인 교육(꿈을 심는 교육) 시범학교
- 1996. 03. 01 강남초등학교로 교명 개칭
- 1998. 11. 21 시지정 열린 교육·열린 학교 시범학교 (96-98년 3년간)
- 1999. 04. 08 축구부 합숙소 개소
- 2000. 01. 01 새천년 느티나무 기념 식수 및 타임캡슐 설치
- 2000. 03. 11 방송실 설치
- 2000. 05. 01 교문 개축
- 2001. 10. 12 울산광역시교육청지정 독서 교육 연구 학교 (2000-2001년 2년간)
- 2002. 03. 01 동백초등학교 분리로 43학급에서 30학급으로 편성(특수학급 1학급 설치)
- 2004. 08. 23 다목적강당(체육관) 준공
- 2004. 10. 12 울산광역시교육청 지정 통계교육 연구학교 발표 (03-04년 2년간)
- 2005. 06. 23 학교 담장 허물기 사업 완료
- 2009. 02. 20 제61회 졸업식( 161명, 총 누계 13,554명 )
- 2009. 03. 01 제23대 박우상 교장 부임
- 2009. 03. 01 25학급 편성(특수 학급 2학급 포함)
- 2009. 03. 01 병설유치원 3학급 편성(특수반 1 포함)
- 2011. 03. 01 제24대 조구순 교장 부임
- 2012. 02. 16 제64회 졸업식(120명, 총 누계 13,933명)
- 2012. 03. 01 25학급 편성(특수2학급 포함),유치원 3학급 편성(특수1학급 포함)
- 2012. 03. 01 교육과학기술부 요청 울산광역시교육청 지정 창의·인성 모델학교 운영
- 2013. 02. 21 제65회 졸업식(122명, 총 누계 14,057명)
- 2013. 03. 04 24학급 편성(특수2학급 포함), 유치원 3학급 편성(특수1학급 포함)
- 2014. 02. 20 제66회 졸업식(95명, 총 누계 14,152명)
- 2014. 03. 01 23학급 편성(특수2학급 포함), 유치원 3학급 편성(특수1학급 포함)
- 2012~2014.02.28. 교육과학기술부 요청 울산광역시교육청 지정 창의ㆍ인성 모델학교 운영
- 2015. 02. 16 제67회 졸업식(73명, 총 누계 14,225명)
- 2015. 03. 01 23학급 편성(특수2학급 포함), 유치원 3학급 편성(특수1학급 포함)
- 2015. 03. 01 제25대 송광록 교장 부임
- 2023. 03. 01 제28대 민복수 교장 부임
- 2024. 03. 01 22학급 편성(특수2학급 포함), 유치원3학급 편성(특수2학급 포함)